# 409 Aspasia
409 Aspasia là một tiểu hành tinh rất lón ở vành đai chính. Nó được Auguste Charlois phát hiện ngày 9.12.1895 ở Nice, và được đặt theo tên Aspasia, nhân tình của Pericles, chính khách Hy Lạp (495-429 trước Công nguyên).